# Титан (хокейний клуб)
Хокейний клуб «Титан» — хокейний клуб з м. Клин, Росія. Виступає у чемпіонаті Вищої хокейної ліги. Заснований у 1953 році. Попередня назва — «Хімік». 
Шестиразовий переможець змагань у другій лізі чемпіонату Росії. Володар Кубка СЄХЛ (2004).
Домашні ігри проводить у Клинському Льодовому палаці ім. В.Харламова (1500). Офіційні кольори клубу жовтий і зелений.

## Історія
ХК «Хімік» з Клину був заснований в 1953 році. У 1991 році команда «Хімік» була реорганізована в хокейний клуб «Титан», що отримав назву однойменної фірми, яка стала генеральним спонсором команди.
У сезоні 2005—06 команда здобула перемогу в Першої ліги (регіон «Центр») і отримала право виступати у Вищій лізі. Найкращого результату команда досягла в сезоні 2009—10, посівши 10-е місце в підсумковій турнірній таблиці.
У 2009—10 роках команда, граючи у Вищій лізі, команда увійшла в десятку найкращих команд країни.
Сезон 2010—11 років команда грала в першості Росії серед клубних команд і дійшла до плей-оф, але зазнала поразки в 1/4 фіналу. Команда виконала поставлене завдання, опинившись у п'ятірці найкращих команд.
Таким чином керівництво клубу вирішило заявити команду у Вищу лігу сезону 2011—12 років.